# 대흔
대흔(大昕, ?~?)은 신라의 관리이다.

## 생애
이찬(伊飡)의 관등의 그는 839년에 반란군과의 싸움에서 패배했지만, 새로 즉위한 신무왕으로부터 용서를 받았다. 그러다 849년에 이찬 김식(金式)과 함께 모반하다가 발각되어 죽게 되었다.